# A Filetta (agrupación vocal)

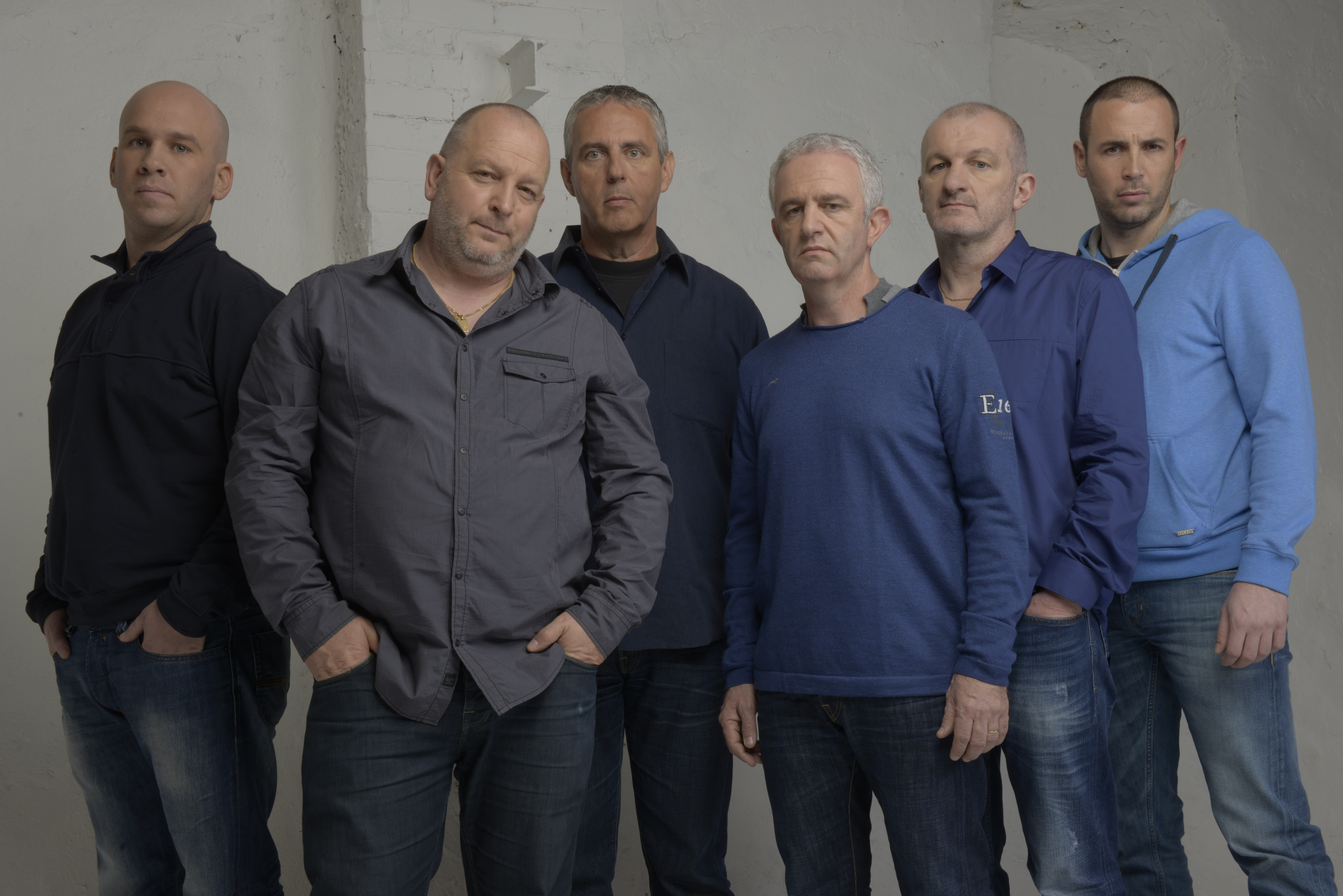
A Filetta en enero de 2015.

A Filetta es una agrupación vocal francesa de Córcega, fundada en la región corsa de Balagna en 1978. El grupo perpetúa la tradición oral de la isla pero es conocido por explorar también otros campos del canto polifónico, en particular a través de la creación de composiciones contemporáneas. El nombre A Filetta significa «el helecho» en corso, planta emblemática de la isla que simboliza las raíces y el apego a la tierra de origen.
El grupo A Filetta fue fundado en 1978 por Michel Frassati, Dédé Nobili, Tumasgiu Nami y Jean Claude Acquaviva, a los que pronto se unió Jean Sicurani. A lo largo de sus más de 40 años de existencia, decenas de hombres pasaron por la formación. En 2020, la componen Jean-Claude Acquaviva, François Aragni, Petr'Antò Casta, Paul Giansily, Stéphane Serra y Maxime Vuillamier. Cantan principalmente a capela y se acompañan a veces de algunos instrumentos musicales. Se dedican fundamentalmente al canto polifónico tradicional de Córcega sin desdeñar otros ámbitos musicales como la música clásica, la música sacra o las músicas del mundo. Después de unos inicios como grupo aficionado, se profesionalizaron en 1994.

## Colaboraciones
Su creación musical se ha ido nutriendo de experiencias y encuentros que les ha llevado a aventurarse en otros terrenos artísticos como el teatro y la danza.

### Bandas sonoras de películas
Su primer encuentro con el compositor Bruno Coulais para la película de Jacques Weber Don Juan (1998) les llevará a seguir colaborando para interpretar la música incidental que este compuso para películas como  Himalaya : L'Enfance d'un chef (1999) de Éric Valli, Le Peuple migrateur (2001) de Jacques Perrin, Jacques Cluzaud y Michel Debats, Comme un aimant (2000) de Kamel Saleh y Akhenaton, y el documental Les Saisons (2016) de Jacques Perrin y Jacques Cluzaud. Trabajarán también juntos en óperas y obras de teatro como Robin e Marion, Marco Polo y Lúcio. Bruno Coulais es el co-realizador del álbum de A Filetta Sì di Mè publicado en 2003 por Virgin/EMI.
El conjunto también participó en la banda sonora del telefilm Disparus (2014), de Thierry Binisti, para la que Jean-Claude Acquaviva creó las composiciones 'Infine', 'In ogni addiu', 'In bocca à Diu' y 'Si spera', que figuran en su álbum Castelli (2015).
En la production Bollywoodiana Tamasha (2015) de Imtiaz Ali, el grupo interpreta un canto en la capilla Notre de Dame de la Serra en Calvi (Córcega).

### Danza contemporánea
A Filetta participó en tres creaciones del coreógrafo Sidi Larbi Cherkaoui: In memoriam con los Ballets de Monte Carlo, Apocrifu (con Yasujuki Shuto y Dimitri Jourde) en el Théâtre de la Monnaie en Bruselas, y Puz/zle, creada en el Festival de Avignon en 2012.

### Músicos de jazz
En octubre de 2006, el Aghja, un pequeño teatro de Ajaccio, celebra sus 20 años. Por ese motivo, Francis Aïqui, su director y aficionado al jazz, decidió reunir a músicos de jazz con polifonistas corsos: se produce entonces el encuentro entre A Filetta, Paolo Fresu y Daniele di Bonaventura, que dará lugar a varias colaboraciones:
- Mistico Mediterraneo: la grabación de este LP en 2011 corresponde al primer encuentro entre A Filetta, Paolo Fresu y Daniele di Bonaventura.
- Di Corsica Riposu, Requiem pour deux Regards: A Filetta colabora de nuevo con el bandoneonista Daniele di Bonaventura para una creación encargada por el Festival de Saint Denis.
- Danse Mémoire, Danse (2014): un trabajo de investigación musical y vocal sobre Aimé Césaire y Jean Nicoli, que dará lugar a un álbum publicado en 2018 por Tuk Music.

## Discografía
- 1981: Machja n’avemu un antra
- 1982: O'Vita
- 1984: Cun tè
- 1987: Sonnii Zitillini
- 1987: In l'abbriu di e stagioni
- 1989: A u visu di tanti
- 1992: Ab'eternu (Diapason d'Or)
- 1994: Una tarra ci hè (Choc de Le monde de la musique)
- 1997: Passione (Diapason d'Or et Choc de Le monde de la musique)
- 1998: Banda sonora de la película Don Juan de Jacques Weber, compuesta por Bruno Coulais
- 1999: Banda sonora de la película Himalaya : L'Enfance d'un chef de Éric Valli, compuesta por Bruno Coulais
- 2000: Banda sonora de la película Le Libertin de Gabriel Aghion, compuesta por Bruno Coulais
- 2000: Participación en la banda sonora de la película Comme un aimant de Kamel Saleh y Akhenaton, compuesta por Bruno Coulais y Akhenaton
- 2001: Banda sonora de la película Le Peuple migrateur de Jacques Perrin, compuesta por Bruno Coulais
- 2002: Intantu (Virgin/EMI)
- 2003: Si di mè (Virgin/EMI)
- 2005: Liberata Banda sonora del telefilm (France 3)
- 2006: Medea (Naïve)
- 2008: Bracanà (Deda/Harmonia Mundi)
- 2011: Mistico mediterraneo (ECM), con Paolo Fresu y Daniele di Bonaventura
- 2011: Di Corsica riposu : Requiem pour deux regards (Deda/Harmonia Mundi), compuesto por Jean-Claude Acquaviva para 7 voces, un recitante y bandoneón. Encargo del Festival de Saint-Denis
- 2012: Pè a scusa
- 2013: Puz/zle, música para una coreografía de Sidi Larbi Cherkaoui
- 2015: Castelli (Deda/World Village)
- 2018: Danse Mémoire, Danse (Deda/Tùk Music) con Paolo Fresu y Daniele di Bonaventura

## Premios
- Gran Premio de la Academia Charles Cros (1995, 2008, 2017)
- Diapason d'Or (1993, 1997)
- Choc de Le Monde de la musique (1993, 1995, 1997)
- Nominados a los Djangodor (2003)

### Interpretación de composiciones de Bruno Coulais
- Premio César a la mejor música escrita para una película por Himalaya : L'Enfance d'un chef (2000)
- Disco de Oro por Himalaya : L'Enfance d'un chef (2000)